# René Fallet
René Fallet (n. 4 decembrie 1927, Villeneuve-Saint-Georges – d. 25 iulie 1983, Paris) este un scriitor și scenarist francez.

## Lucrări

### Romane
- Banlieue sud-est. Domat, 1947.
- La fleur et la souris. Domat, 1948.
- Pigalle. Domat, 1949.
- Le Triporteur. Denoël, 1951.
- Testament. Seghers, 1952.
- Les Pas perdus, Denoël, 1954
- Rouge à lèvres, Éditions de Paris, 1955
- La grande ceinture. Denoël, 1956.
- Les vieux de la vieille. Denoël, 1958.
- Une poignée de main. Denoël, 1959
- Il était un petit navire. Denoël, 1962
- Mozart assassiné. Denoël, 1963.
- Paris au mois d'août, prix Interallié Denoël, 1964.
- Un idiot la Paris (Un idiot à Paris), Denoël, 1966
- Charleston. Denoël, 1967.
- Comment fais-tu l'amour, Cerise ? Denoël, 1969.
- Bulle ou la voix de l'océan. 1970
- Au beau rivage. Denoël, 1970.
- L'Amour baroque. René Julliard, 1971.
- Le braconnier de Dieu. Denoël, 1973.
- Ersatz, Prix Scarron Denoël 1974
- Le Beaujolais nouveau est arrivé Denoël, 1975.
- La Soupe aux choux. Prix Rabelais, Prix RTL grand public, Denoël, 1980.

### La trilogie sentimentale
- L’Amour baroque. Julliard, 1971.
- Y a-t-il un docteur dans la salle ? Denoël, 1977.
- L’Angevine. 1982.

### Eseuri
- Brassens, Denoël 1967
- Le Vélo. Julliard / Idée fixe, 1973, rééd. illust. Roger Blachon, Denoël 1992
- Les Pieds dans l'eau, Mercure de France,1974 rééd. Denoël 1990

### Album fotografic
- Les Halles. La fin de la fête, cu Martin Monestier, Duculot, 1977.

### Pentru copii
- Bulle ou la voix de l'océan 1970

### Poezie
- Le Périscope 1946.
- Chromatiques. Mercure de France, 1973.
- Dix neuf poèmes pour Cerise. Denoël, 1969.

### Nuvele
- Les Yeux dans les yeux

### Divere
- Carnets de jeunesse 1. Denoêl, 1990
- Carnets de jeunesse 2. Denoël 1992
- Carnets de jeunesse 3. Denoël 1994
- Chroniques littéraires du Canard enchaîné – 1952-1956. Paris: Les Belles lettres, 2004. 315 pages, 14 x 20 cm. ISBN 2-251-44270-7.
- Chroniques de la vie quotidienne, Paris : Les Belles lettres, 2006

### Filmografie

#### Scenarist
Pentru lucrările sale ca scenarist vezi aici Arhivat în 21 august 2019, la Wayback Machine..
- Fanfan la Tulipe (1952)

#### Actor
- 1956 Porte des Lilas regia René Clair (cu Georges Brassens și Pierre Brasseur)
- 1957 Le Triporteur regia Jack Pinoteau (cu Darry Cowl)
- 1960 Les Vieux de la vieille regia Gilles Grangier (cu Jean Gabin, Pierre Fresnay și Noël-Noël)
- 1964 Les pas perdus (Les pas perdus), regia Jacques Robin (cu Michèle Morgan, Jean-Louis Trintignant și Jean Carmet)
- 1966 Paris au mois d'août regia Pierre Granier-Deferre (cu Charles Aznavour)
- 1967 Un idiot la Paris (Un idiot à Paris), regia Serge Korber (nemenționat)
- 1971 Le drapeau noir flotte sur la marmite regia Michel Audiard (cu Jean Gabin și Ginette Leclerc)
- 1973 Fin de saison (film TV), regia
- 1978 Le beaujolais nouveau est arrivé regia Jean-Luc Voulfow (cu Jean Carmet și Michel Galabru)
- 1981 Supa de varză (La soupe aux choux), regia Jean Girault (cu Jean Carmet și Louis de Funès)
- 1983 Le Braconnier de Dieu, regia Jean-Pierre Darras cu Pierre Mondy și Annie Cordy